# Człowiek ciemności
Człowiek ciemności – amerykański kryminał o superbohaterach z 1990 roku.

## Główne role
- Liam Neeson – Peyton Westlake/Człowiek ciemności
- Frances McDormand – Julie Hastings
- Colin Friels – Louis Strack Jr.
- Larry Drake – Robert G. Durant
- Nelson Mashita – Yakitito
- Jessie Lawrence Ferguson – Eddie Black
- Rafael H. Robledo – Rudy Guzman
- Dan Hicks – Skip
- Ted Raimi – Rick
- Dan Bell – Smiley
- Nicholas Worth – Pauly
- Aaron Lustig – Martin Katz
- Arsenio 'Sonny' Trinidad – Hung Fat

## Fabuła
Peyton Westlake jest naukowcem, który prowadzi badania nad syntetyczną skórą. Mimo postępów badania zostają przerwane, gdyż gang Roberta Duranta wysadza jego laboratorium. Podczas wybuchu naukowiec traci twarz. Trafia do szpitala, gdzie lekarze usuwają część mózgu odpowiedzialną za ból. Westlake ucieka ze szpitala i postanawia odbudować laboratorium. Znajduje "skórę", którą sobie wszczepia do twarzy. Postanawia zemścić się na Durancie i jego ludziach jako Człowiek Ciemności. Niestety, jego "skóra" żyje tylko przez 99 minut, co zmusza naukowca do ciągłej zmiany.

## Nagrody i nominacje
Nagrody Saturn 1989/90
- Najlepszy horror (nominacja)
- Najlepsza reżyseria – Sam Raimi (nominacja)
- Najlepsza charakteryzacja – Tony Gardner, Larry Hamlin (nominacja)
- Najlepszy aktor – Liam Neeson (nominacja)
- Najlepszy aktor drugoplanowy – Larry Drake (nominacja)